# Приглашает «Элстри»
«Приглашает „Элстри“» (англ. Elstree Calling) — первый британский музыкальный фильм, снятый режиссёрами Альфредом Хичкоком, Андре Шарло, Джеком Халбертом и Полом Мюрреем в 1930 году на киностудии «Элстри Стюдиоз».

## Сюжет
Шоу из 19 эстрадных концертных номеров, снятых во время живых сценических выступлений, с конферансом Томми Хэндли. Персонажем одного из эпизодов является Уильям Шекспир. Альфред Хичкок поставил несколько интермедий о том, как люди пытаются смотреть представленное в фильме шоу дома по телеприёмнику, который тщетно пытаются настроить.

## Интересные факты
В подражание использовавшейся Голливудом частичной колоризации, несколько эпизодов также были тонированы по трафаретной технологии «Патехром».

## В ролях
- Гордон Бегг — Уильям Шекспир
- Тедди Браун — камео
- Хелен Бёрнелл
- Дональд Калтроп
- Бобби Комбер
- Сисели Куртнидж — камео
- Уилл Файфф — камео
- Томми Хэндли — конферансье (камео)
- Гордон Харкер
- Джек Халберт — камео
- Ханна Джонс
- Джон Лонгден
- Айвор МакЛарен
- Лили Моррис — камео
- Натан Шакновски
- Джон Стюарт
- Джеймисон Томас
- Анна Мэй Вонг — камео

## Съёмочная группа
- Режиссёры: Альфред Хичкок, Андре Шарло, Джек Халберт, Пол Мюррей
- Сценаристы: Адриан Брунел, Уолтер Майкрофт, Вэл Вэлентайн
- Продюсер: Джон Максвелл
- Оператор: Клод Фрис-Грин
- Монтаж: Эмиль де Рюлль, А. Хаммонд
- Звукооператор: Алекс Мюррей
- Композиторы: Рег Кассон, Вивиан Эллис, Айдрис Льюис (нет в титрах)
- Дирижёры: Сидни Бэйнс, Джон Рейндерс

## Саундтрек
- «My Heart is Singing» Айвора Новелло и Джека Стрэчи в исполнении Хелен Бёрнелл и ансамбля The Adelphi Girls
- «The Thought Never Entered My Head» Айвора Новелло и Джека Стрэчи в исполнении Хелен Бёрнелл и Джека Халберта
- «Why Am I Always the Bridesmaid?» в исполнении Лили Моррис
- «He’s only a working man» в исполнении Лили Моррис
- «The Lady’s Maid is Always in the Know» в исполнении ансамбля The Charlot Girls
- «I’ve Fallen in Love» в исполнении Сисели Куртнидж и ансамбля The Adelphi Girls
- «Ain’t Misbehavin’» Фэтса Уоллера, Гарри Брукса и Энди Разафа
- «Twelve and a Tanner a Bottle» в исполнении Уилла Файффа
- «Doin’ the New Lowdown» в исполнении ансамбля The Three Eddies
- «Tain’t No Sin (to Take Off Your Skin and Dance Around in Your Bones)» Эдгара Лесли и Уолтера Доналдсона в исполнении ансамбля The Three Eddies